# M231 Firing Port Weapon
La M231 Firing Port Weapon (FPW) è una versione del fucile d'assalto M16 adattata per sparare dalle feritoie del M2/M3 Bradley. I normali M16 da fanteria erano troppo lunghi per un uso in un angusto APC, così la FPW fu sviluppata per creare un'arma adatta a ciò. Progettato dal Rock Island Arsenal, la M231 FPW è ancora in servizio, anche se tutte le feritoie del Bradley sono state tolte, tranne due.

## Storia
I lavori su un'arma simile cominciarono nel 1972, assieme al Mechanized Infantry Combat Vehicle (MICV, Veicolo Meccanizzato da Combattimento per la Fanteria), programma anch'esso iniziato nello stesso anno.  Una richiesta per questi veicoli era di avere feritoie per le truppe all'interno, e così si decise di progettare un'arma utilizzabile a tale scopo.  La Rock Island Arsenal guidò un progetto con alla base la M3, una FPW creata dalla Heckler & Koch basato sull' Heckler & Koch HK33, e un modificato AR-15/M16. La qualità dell'ultima arma prodotta era promettente, e nel 1974 fu designata XM231. Il contratto fu affidato alla Colt che continuò a lavorare sull'arma, che fu adottata nel 1979 come M231.
Anche se la maggior parte delle feritoie sul Bradley AFV sono state rimosse, queste armi sono mantenute, e usate dall'equipaggio per autodifesa, situazioni di combattimento ravvicinato, e per sparare dalle feritoie sul retro come progettato.

## Descrizione
La M231 è differente in diversi aspetti da un M16 originale. L'originale RIA FPW sparava ad otturatore aperto, con un rateo di fuoco estremamente alto (1050 colpi al minuto).  Il Colt XM231 introdusse un meccanismo a tre molle annidiate. Questo fu fatto per diminuire il rateo di fuoco a 200 rpm, secondo la teoria dell'epoca, l'alto rateo di fuoco avrebbe fatto esaurire i colpi nel caricatore prima che l'arma fosse portata ad obiettivo. L'originale RIA FPW aveva una canna da 280 mm, mentre il Colt aveva una canna da 396 mm. Inizialmente la FPW non aveva un meccanismo di chiusura e aveva mire pieghevoli, con un calcio a stampella retrattile simile a quello del mitra M3 Grease Gun, per consentire all'arma di essere usata fuori dal veicolo più efficacemente. Successivamente venne montato un nuovo paramano con un meccanismo di chiusura a vite per sistemare l'arma. Gli ultimi XM231 non avevano più mire posteriori. Col tempo la M231 fu impiegata col calcio rimosso visto che l'arma stessa aveva la tendenza a sganciarsi dalla feritoia e il calcio era considerato pericoloso all'interno del veicolo (oppure gli ufficiali dell'Esercito lo tolsero per scoraggiare le truppe nell'impiegare la M231 fuori dal veicolo al posto di uno standard M16). Il rateo di fuoco è tornato agli alti livelli di 1100-1200 colpi al minuto.
Questa arma possiede il solo fuoco automatico, con una speciale piastra montata nel castello inferiore e un selettore di fuoco che ha solo le posizioni "safe" e "auto".. L'arma ha il 65% di parti in comune con uno standard M16.  Solo i proiettili traccianti M196 sono autorizzati, con i colpi inceppanti M199 e gli M200 a salve per l'addestramento. In caso di emergenza la munizione a palla M193 può essere usata. La più pesante M855 e i traccianti M856 non sono mai stati usati.
Ufficialmente la FPW non dovrebbe essere utilizzata lontana dal veicolo. Il manuale per l'operatore indica 4 precauzioni da seguire per utilizzarla singolarmente. Esse includono una nota sull'eccessivo impennamento alla volata durante lo sparo, una sulla canna che diventa rovente durante lo sparo e non dev'essere toccata, le protezioni per l'udito da adottare, e infine che deve essere installato un deflettore d'ottone o borsa per raccogliere i bossoli sparati.